# Дрезга, Тихомил
Тихомил Дрезга (хорв. Tihomil Drezga; 10 декабря 1903, Шибеник — 1981, Эри (Пенсильвания)) — хорватский шахматист.

## Биография
Родился в хорватском городе Шибенике и окончил гимназию в Сплите. Затем изучал международное право в Сорбонне в Париже и получил докторскую степень.
В Париже начал серьезно заниматься шахматами. В 1927/28 году победил в чемпионате шахматного клуба Лите в Париже, обойдя Виталия Гальберштадта и Виктора Кана. В 1928 году в составе сборной Франции участвовал в шахматной олимпиаде в Гааге, где победил в двух своих партиях. В том же году поделил 6-е - 7-е место в чемпионате Парижа по шахматам (победил Абрам Барац), а в 1929 году победил на этом турнире, обойдя Евгения Зноско-Боровского. 
После учебы в Франции, вернулся в Югославию, где продолжал участие в шахматных турнирах. Занял второе место в Загребе в 1934 году, был девятым в Мариборе в 1934 году (в турнире победили Вася Пирц и Лайош Штейнер) и занял второе место в Загребе за Петаром Трифуновичем в 1935 году.
Во время Второй мировой войны работал профессором права в Загребе (1943—1945). После войны нелегально эмигрировал в Италию, а потом переехал в США, где и прожил оставшуюся жизнь. Умер в августе 1981 года в Пенсильвании.